# Rifugio Francesco Petrarca
Il rifugio Francesco Petrarca (in tedesco Stettiner Hütte) è un rifugio che si trova a 2.875 m, poco sotto il Passo Gelato, lungo il confine tra l'Italia e l'Austria all'interno del Parco naturale Gruppo di Tessa.

## Storia
Fu costruito tra il 1895 e il 1897 dalla sezione di Stettino del DÖAV insieme con la strada che sale dalla valle di Plan. Tra il 1900 e il 1913 l'edificio originale fu ampliato.
Nel 1922, a seguito del passaggio dell'Alto Adige all'Italia, il rifugio fu espropriato e dato in gestione alla sezione di Padova del CAI. In seguito passò a quella di Bolzano. Nel 1931 una valanga distrusse il rifugio che fu poi ricostruito e dato in gestione alla sezione del CAI di Merano. Tra il 1965 e il 1972 il fu occupato dai militari italiani e usato come base per il controllo del confine di stato a seguito della campagna di attentati degli indipendentisti sudtirolesi.
Nel 1992 l'edificio ormai obsoleto fu abbattuto e ricostruito. Nel 1999 la proprietà è passata alla Provincia autonoma di Bolzano che ha rinnovato la concessione al CAI per 10 anni. Dal 2010 viene gestito da una società mista tra CAI e AVS.
Nel febbraio 2014 una valanga ha sventrato il rifugio tagliandolo a metà. Pertanto, nello stesso anno, la giunta provinciale altoatesina ha deciso di bandire un concorso europeo di progettazione di un nuovo edificio migliorando la protezione dalle valanghe e rispettando determinati standard di qualità, vista l'ubicazione del rifugio in una zona particolarmente sensibile dal punto di vista paesaggistico.
Nell'estate del 2020 è iniziata la costruzione del nuovo rifugio con la conclusione dei lavori e l’apertura del nuovo edificio a luglio 2022. 

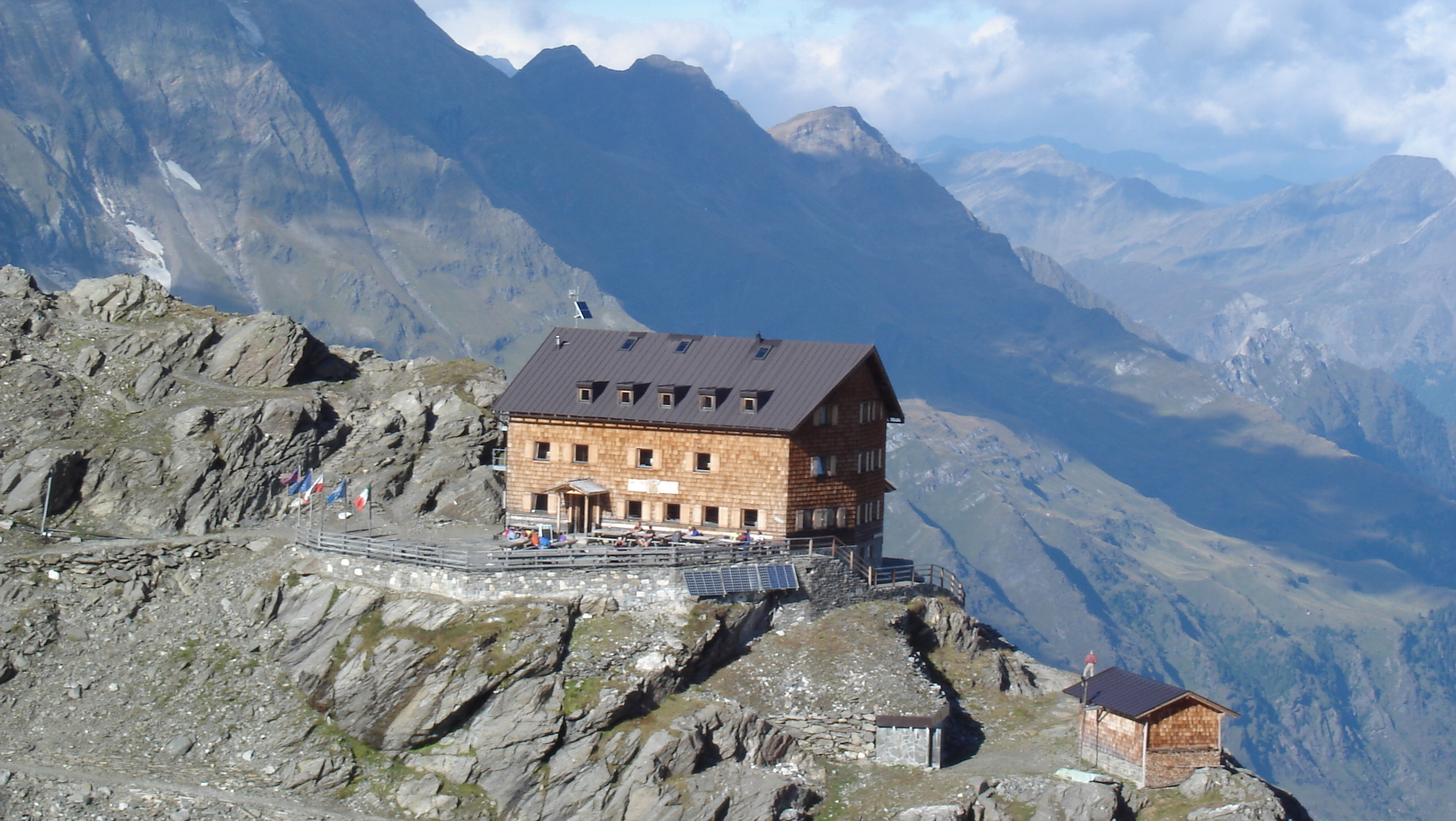
Rifugio Petrarca nel 2007

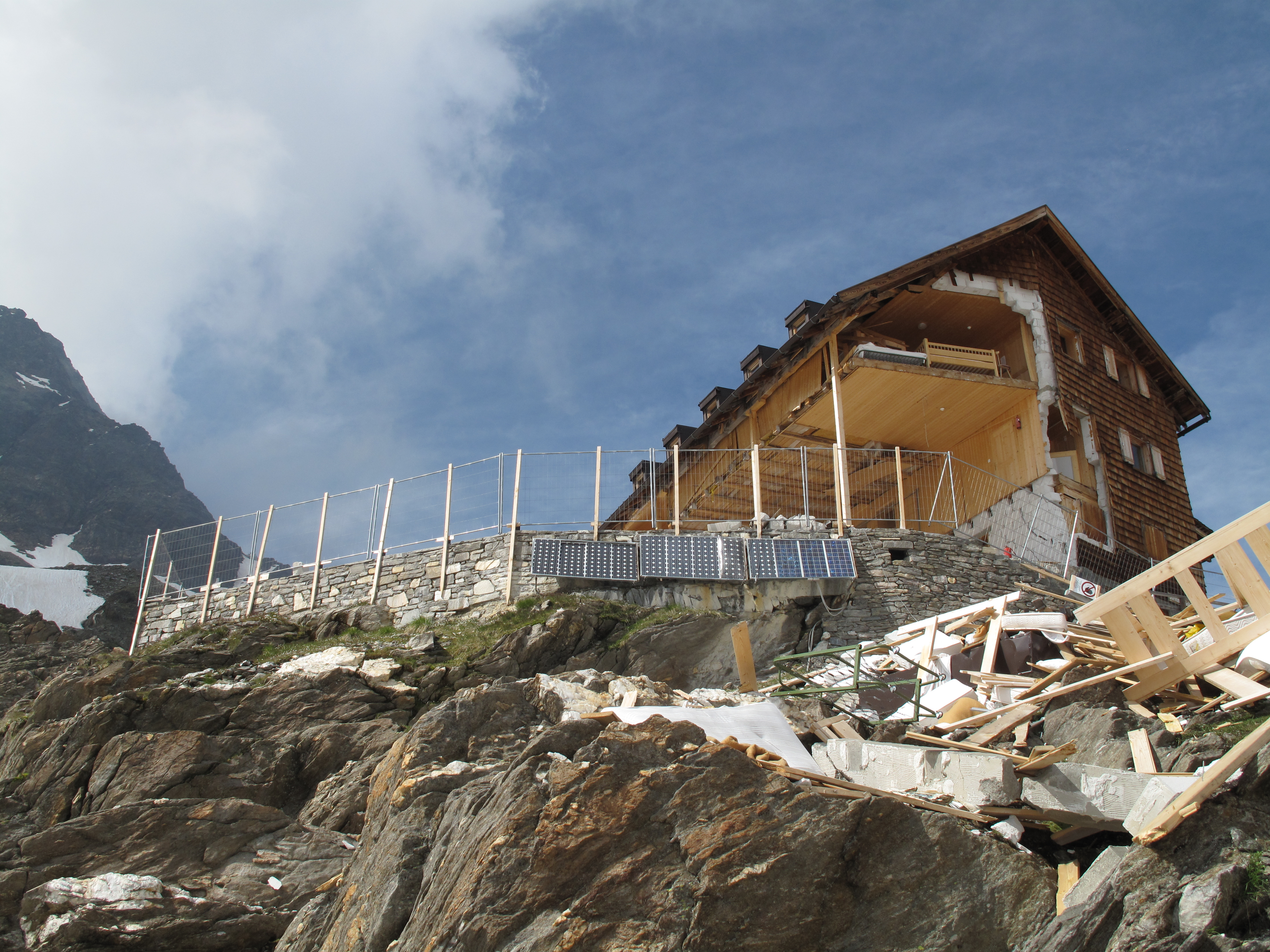
Rifugio Petrarca distrutto da una valanga nel 2014

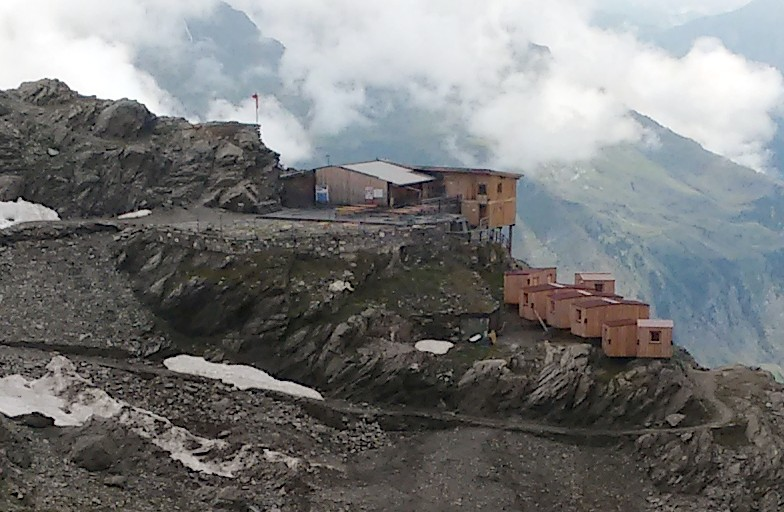
Rifugio Petrarca - Stettiner Hütte agosto 2019

## Caratteristiche del nuovo edificio
I lavori di costruzione del nuovo edificio sono durati due anni, dal 2020 al 2022, e sono costati 6,2 milioni di euro. 
Il nuovo Petrarca all’Altissima si sviluppa su 5 piani e può ospitare 76 persone nei dormitori. La sala da pranzo al piano terra, con le diverse finestre realizzate in acciaio corten, dispone di 92 posti a sedere. La forma dell’edificio è una risposta ai requisiti di sicurezza: i piani superiori sono disposti in modo da avere un angolo acuto verso l’inizio della valanga (come la prua di una nave), riducendo così al minimo la resistenza alle valanghe. La progettazione e direzione dei lavori del nuovo rifugio Petrarca è stata a cura dello studio di architettura Area Architetti Associati Roberto Pauro - Andrea Fregoni in RTP con GapProgetti Alessandro Gasparini ingegnere vincitori del concorso di progettazione indetto a livello europeo.
I lavori hanno interessato la completa demolizione dei preesistenti resti di edificio e la costruzione di un nuovo corpo di fabbrica: l'intera struttura è realizzata in pannelli prefabbricati di cemento armato e gli interni sono in legno di abete. Anche i mobili per la “Stube”, l’ingresso, i dormitori sono realizzati in legno naturale. Sono stati rifatti anche la copertura e gli infissi, nonché gli impianti tecnologici necessari e le opere connesse all’adeguamento alla normativa antincendio. Inoltre, nell’estate del 2019, a cura dell’impresa Fratelli Oberprantacher Gottlieb & Karl OHG è stata captata una sorgente e costruita una nuova condotta per l’approvvigionamento dell’acqua potabile per il futuro del rifugio. I lavori per la sua riedificazione, sono stati assegnati al pool di imprese BG/ARTI Graf & Söhne - HOLKA Genossenschaft vincitori della relativa gara d’appalto.
Il nuovo rifugio concluso nell'estate del 2022 è aperto da inizio luglio fino a fine settembre.

## Traversate
Il rifugio è raggiungibile dalla val di Fosse o da Plan con un itinerario in entrambi i casi di circa 4 ore lungo sentieri comodi.
Dal rifugio è possibile raggiungere la Cima Altissima (3.480 m), seguendo il sentiero Hans-Grützmacher, o la Cima Bianca Grande (3.281 m).